# کانماکی، نارا
کانماکی، نارا (به لاتین: Kanmaki, Nara) یک منطقهٔ مسکونی در ژاپن است که در استان نارا واقع شده‌است. کانماکی  ۲۴٬۴۷۵ نفر جمعیت دارد.